# 별주위 외피층
별주위 외피층은 구형에 가까운 모양을 하고 있으나 항성 중심부의 중력에 묶여 있지 않은, 항성의 일부분을 뜻한다.
보통 별주위 외피층은 항성이 태어나기 이전부터 존재했거나 또는 밀도 높은 항성풍으로부터 생겨난다. 미라형 변광성, OH/IR 항성과 같은 늙은 별의 별주위 외피층은 원시 행성상 성운으로 진화하며 젊은 항성체의 별주위 외피층은 원시 행성계 원반으로 진화한다.

## 같이 보기
- 공통 외층
- 항성 진화